# Такотальпа (муниципалитет)
Такота́льпа (исп. Tacotalpa) — муниципалитет в Мексике, в штате Табаско, с административным центром в одноимённом городе. Численность населения, по данным переписи 2020 года, составила 47 905 человек.

## Общие сведения
Название Tacotalpa происходит от астекского Taco-tlal-pan, что дословно можно перевести как «земля, заросшая сорняками».
Площадь муниципалитета равна 734,6 км², что составляет 3 % от общей площади штата, а наивысшая точка — 974 метра, расположена в поселении Пало-Кемадо.
Он граничит с другими муниципалитетами штата Табаско: на севере с Халапой и Макуспаной, на западе с Теапой, а на востоке и юге с другим штатом Мексики — Чьяпасом.
Муниципалитет находится на возвышенной местности, здесь находятся горы Мадригал, Ла-Кампана, Мурсиелаго, Пало-Кемадо, Кора-де-Поана, высота которых не превышает 1000 метров.
По его территории протекают важные водные артерии — Сьерра, Пускатан, Охолотан, Аматан, Чиналь.
Климат Такоталпы — жаркий и влажный, с обильными дождями в течение всего года. Среднегодовая температура +25°С, с максимальным значением в мае +29°С и минимальным в декабре—январе +22°С. Годовая норма осадков 4014 мм, с максимальным уровнем в октябре — 588 мм.

## Учреждение и состав
Муниципалитет был образован 21 декабря 1883 года, по данным 2020 года в его состав входит 87 населённых пунктов, самые крупные из которых:
| Код INEGI                  | Населённый пункт                                                                                    | Численность населения (2005 год) | Численность населения (2010 год) | Численность населения (2020 год) |
| -------------------------- | --------------------------------------------------------------------------------------------------- | -------------------------------- | -------------------------------- | -------------------------------- |
| 015                        | Всего                                                                                               | 42833                            | 46302                            | 47905                            |
| 0001                       | Такотальпа (исп. Tacotalpa) 17°35′30″ с. ш. 92°49′35″ з. д. (административный центр)                | 7588                             | 8071                             | 7710                             |
| 0060                       | Тапихулапа (исп. Tapijulapa) 17°27′36″ с. ш. 92°46′44″ з. д.                                        | 2846                             | 2921                             | 3095                             |
| 0041                       | Охолотан (исп. Oxolotán) 17°22′51″ с. ш. 92°45′00″ з. д.                                            | 1763                             | 1886                             | 1949                             |
| 0062                       | Хикотенкатль (исп. Xicoténcatl) 17°31′01″ с. ш. 92°42′17″ з. д.                                     | 1347                             | 1474                             | 1480                             |
| 0056                       | Рая-Сарагоса (исп. La Raya Zaragoza) 17°24′17″ с. ш. 92°41′04″ з. д.                                | 1425                             | 1471                             | 1442                             |
| 0035                       | Ласаро-Карденас (Мадригаль-3) (исп. Lázaro Cárdenas (Madrigal 3ra)) 17°32′33″ с. ш. 92°48′15″ з. д. | 984                              | 1143                             | 1289                             |
| 0053                       | Пускатан (исп. Puxcatán) 17°27′05″ с. ш. 92°41′12″ з. д.                                            | 1180                             | 1288                             | 1285                             |
| 0033                       | Франсиско-Мадеро-2 (исп. Francisco I. Madero 2da. Sección) 17°23′07″ с. ш. 92°41′58″ з. д.          | 1189                             | 1172                             | 1211                             |
| —                          | Прочие                                                                                              | 24511                            | 26876                            | 28444                            |
| Названия на карте Генштаба | |                                  |                                  |                                  |

## Экономическая деятельность
По статистическим данным 2000 года, работоспособное население занято по секторам экономики в следующих пропорциях:
- сельское хозяйство, животноводство и рыбная ловля — 60,4 %;
- промышленность и строительство — 10,6 %;
- торговля, сферы услуг и туризма — 27,4 %;
- безработные — 1,6 %.

В муниципалитете выращиваются основные сельхозкультуры — кукуруза, фасоль, сахарный тростник и бананы. Животноводство находится в стадии развития и пока не вносит своего вклада в экономику муниципалитета. Промышленность также развита в минимальном объёме — это производство сыров и кремов.

## Инфраструктура
По статистическим данным 2020 года, инфраструктура развита следующим образом:
- электрификация: 98,9 %;
- водоснабжение: 73,1 %;
- водоотведение: 93,3 %.

## Туризм
Такотальпа очень привлекательна для туристов. Основным туристическим центром является город Тапихулапа (место, где ломаются большие кувшины), который в 2008 году был назван «магическим городком». В 1979 году в городе была проведена реставрация — восстановлена уличная брусчатка, фасады домов, торговая площадь и местный парк, а также была отреставрирована церковь. Кроме этого рядом с городом протекают реки Охолотан и Аматан, в кристально чистых водах которых хотят искупаться многие туристы.
Из других достопримечательностей стоит отметить:
- Бывший монастырь Охолотан, основанный в 1633 году францисканскими монахами;
- Церковь апостола Сантьяго в Тапихулапе (конец XVII века);
- Приход Пресвятой Девы Марии Успенской в городе Такотальпа (1710 год);
- Дом губернатора Табаско Томаса Гарридо Канабаля в городе Лус;
- Пещера освещённого дома.

## Фотографии
- Река Охолотан
- Гора Мадригал
- Танец «Ловля сардин»
- Изделия мастеров Такотальпы из ротанга